# Echte Heringe
Echte Heringe (Clupea) sind eine Gattung der Familie Heringe (Clupeidae).
Es handelt sich um Fische, die in großen Schwärmen leben. Ihre Hauptnahrung sind Copepoden, kleine Krebse, die im Plankton leben.
Der Körper ist länglich, der Bauch rundlicher als bei der Sprotte. Die Schuppen am Bauch sind nicht gekielt. Eine Fettflosse fehlt. Der Hering wird maximal um 45 cm lang, ist weiß geschuppt und glänzt silbergrün. Der frische Fisch wird grüner Hering genannt, in Abgrenzung vom Salzhering, der mittels Salz oder Salzlake haltbar gemacht ist.

## Arten
- Atlantischer Hering (Clupea harengus Linnaeus 1758), die wirtschaftlich bedeutendste Art im Nordatlantik
- Clupea manulensis Marion de Procé, 1822
- Pazifischer Hering (Clupea pallasii Valenciennes 1847)

## Anale Kommunikation
Sowohl pazifische als auch atlantische Heringe drücken Luft aus ihrer Schwimmblase über den Analtrakt nach außen und erzeugen damit pulsierende Töne (Fast Repetetive Tick, FRT). FRTs dauern 0,6 bis 7,6 Sekunden und erzeugen Schallwellen im Bereich von 1,7 bis 22 kHz. Deren genaue Funktion ist noch nicht erforscht. Da sie aber vermehrt in dichten Schwärmen und nachts auftreten, wird eine soziale Funktion angenommen.